# Newala (huyện)
Newala là một huyện thuộc vùng Mtwara, Tanzania. Thủ phủ của huyện Newala đóng tại Luchingu. Huyện Newala có diện tích 2126 ki lô mét vuông. Đến thời điểm điều tra dân số ngày 25 tháng 8 năm 2002, huyện Newala có dân số 183344 người.